# Lasianthus morus
Lasianthus morus är en måreväxtart som beskrevs av Adolph Daniel Edward Elmer. Lasianthus morus ingår i släktet Lasianthus och familjen måreväxter.
Artens utbredningsområde är Filippinerna. Inga underarter finns listade i Catalogue of Life.